# Embalse Zaza
Embalse Zaza, o La Presa Zaza es el mayor embalse artificial de Cuba. Se encuentra ubicado en la provincia de Sancti Spíritus en el centro de la isla, a 10 kilómetros (6,2 millas) al sureste de la ciudad de Sancti Spíritus y 11 kilómetros (6,8 millas) al noroeste de Sierpe. Tiene un área de agua de 113,5 kilómetros cuadrados (43,8 millas cuadradas). y un volumen promedio de 750 millones de m³.